# Liste der Monuments historiques in Valentine (Haute-Garonne)
Die Liste der Monuments historiques in Valentine (Haute-Garonne) führt die Monuments historiques in der französischen Gemeinde Valentine auf.

## Liste der Bauwerke
| Bezeichnung                 | Beschreibung | Standort      | Kennzeichnung | Schutzstatus | Datum | Bild |
| --------------------------- | ------------ | ------------- | ------------- | ------------ | ----- | ---- |
| Archäologische Ausgrabungen |              | Arnesp (Lage) | PA00094650    | Classé       | 1970  |      |
| Gallo-römische Villa        |              | Arnesp (Lage) | PA00094651    | Classé       | 1979  |      |

## Liste der Objekte
- Monuments historiques (Objekte) in Valentine (Haute-Garonne) in der Base Palissy des französischen Kultusministeriums